# Meñli I. Giray

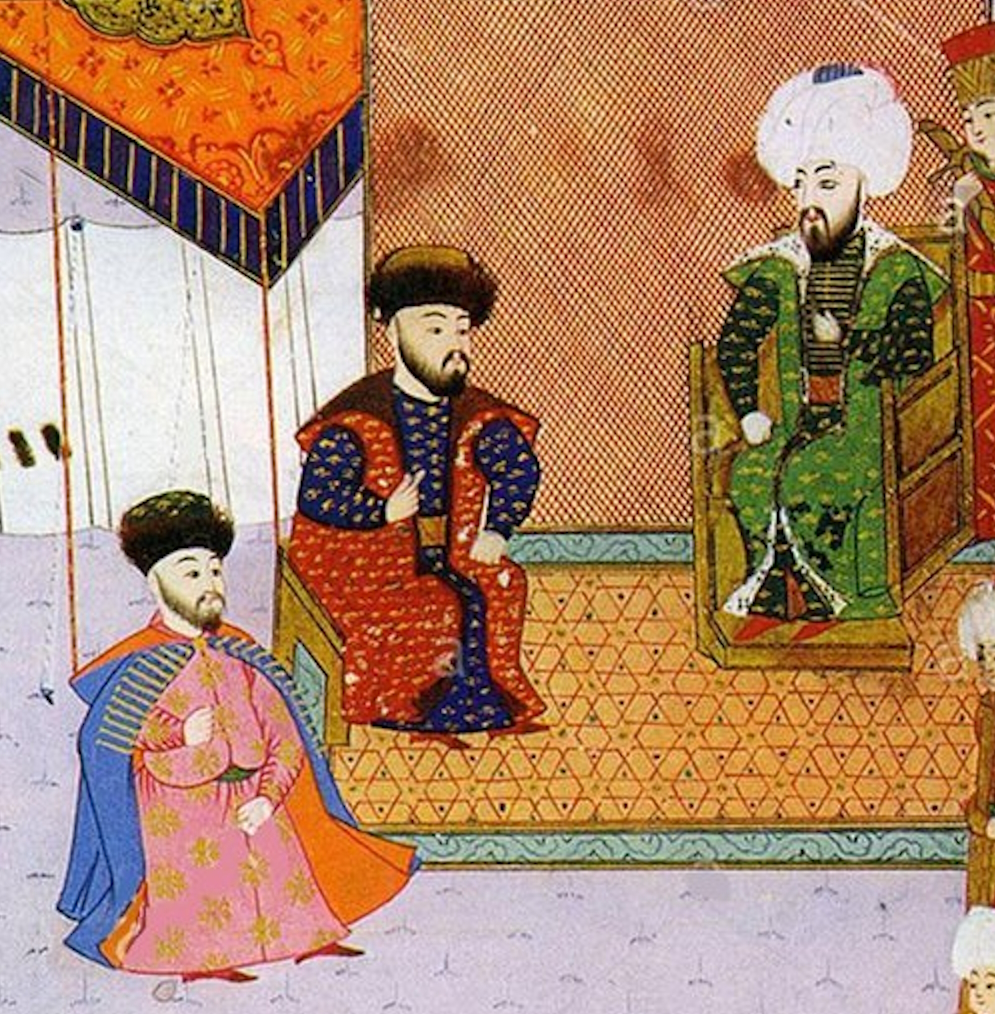
Meñli I. Giray mit seinem Sohn Mehmed vor dem Osmanensultan Bayezid II.

Meñli I. Giray (auch Mengli Girej, krimtatarisch I Meñli Geray, in arabischer Schrift ؜۱ منكلى كراى‎; * 1445; † 1515) aus dem Hause Giray war Khan des Krimkhanats in den Jahren 1466, 1469–1475, 1478–1515 und der sechste Sohn des Khanatsgründers Haci I. Giray.

## Leben

### Thronbesteigung und Vertrag mit dem Osmanen-Sultan
Meñli übernahm den Thron im Jahr 1466, wurde aber sechs Monate später durch seinen Bruder Nur Devlet gestürzt. Er kam im Jahr 1469 zurück an die Macht, die er 1475 als Ergebnis einer Rebellion seiner Brüder im Bund mit dem lokalen Adel wieder verlor. Im gleichen Jahr nahmen ihn osmanische Truppen in der gerade eroberten Stadt Kaffa fest, die ihn direkt nach Istanbul überstellten. Man zwang ihn das osmanische Supremat über das Krimkhanat anzuerkennen, daraufhin konnte er 1478 mit türkischer Hilfe seine Brüder erneut stürzen.
Der Vertrag zwischen dem Sultan und Meñli I. Giray gab dem Sultan das Recht zur Ein- und Absetzung eines Khans, den er aber aus dem Geschlecht der Dschingisiden bzw. speziell der Giray-Familie auszuwählen hatte. Der Name des Sultans sollte in der Chutba vor dem des Khans gelesen werden. Der Vertrag verbot es dem Sultan aber, jemals einen Khan oder ein Familienmitglied der Giray hinrichten zu lassen oder das Eigentum der Familie anzutasten. Alle von den Krim-Khanen offiziell geforderten Vergünstigungen sollten gewährt werden. Ferner sollte der Khan fünf, der Sultan sechs Rossschweife als Feldzeichen tragen. Ergänzungen sprachen dem Krim-Khan das Münzprägerecht, eigene Beamte, freien Handel im Schwarzen Meer, sowie Subsidien und Beutefreiheit im Kriegsfall zu. Dem Sultan gaben sie die Städte Kaffa und Mankup, ihre Zölle und (als Nachfolger der Kalifen) das Recht zur Ein- und Absetzung der kirchlichen Würdenträger.
Meñli I. Giray trug viel zur Entwicklung des Krimkhanats bei, indem er zum Beispiel die Festung Özü im Jedisan gründete.

### Machtübernahme in der Großen Horde
Der Vertrag mit dem Sultan verschaffte Meñli I. Giray Rückenfreiheit und Hilfskräfte gegen die Goldene bzw. Große Horde. Zusätzlich hielt er enge Verbindungen nach Moskau zu Iwan III. (reg. 1462–1505), von dem er z. B. Kanonen bekam. Im Juni 1502 überrumpelte er in einem raschen Angriff den letzten Khan der Großen Horde, Shaykh Ahmad (reg. 1481–1502) und übernahm anschließend einen Großteil von dessen Gefolgschaft. Im Anschluss  erklärte er sich zum „Haqan“ und suchte die Anerkennung als „Rechtsnachfolger“ der Goldenen Horde gegenüber Moskau und den turkomongolischen Khanaten an der Wolga und am Kaspischen Meer. Praktisch unterstellten sich ihm bis 1515 sämtliche Prinzen der Häuser Mangit, Barin und Shirin und sogar Adlige aus Kasan und Astrachan. Parallel dazu erhöhten sich die ihm zugeschriebenen Truppenstärken: hatte er 1501 nur unter größter Kraftanstrengung 25.000 Mann aufbieten können, so soll er im Sommer 1502 70.000 Mann gegen Polen-Litauen und 1509 sogar 250.000 Mann gegen Astrachan gesandt haben.
Die Rangerhöhung veränderte die Beziehung zum Osmanenreich nicht nachhaltig. Trotzdem verstand der polnische König Alexander (reg. 1492/1501–1506) schon 1504, dass Meñli Giray beim Tod des Sultans Bayezid II. (reg. 1481–1512) zugunsten seines Schwiegersohns Selim in die osmanische Thronfolgefrage eingreifen würde, was dann 1512 auch geschah.
Meñli I. Giray verstarb 1515 und die Herrschaft ging auf seinen Sohn Mehmed I. Giray über.
Seine letzte Ruhe fand er in Bachtschyssaraj.